# 베티 브론슨

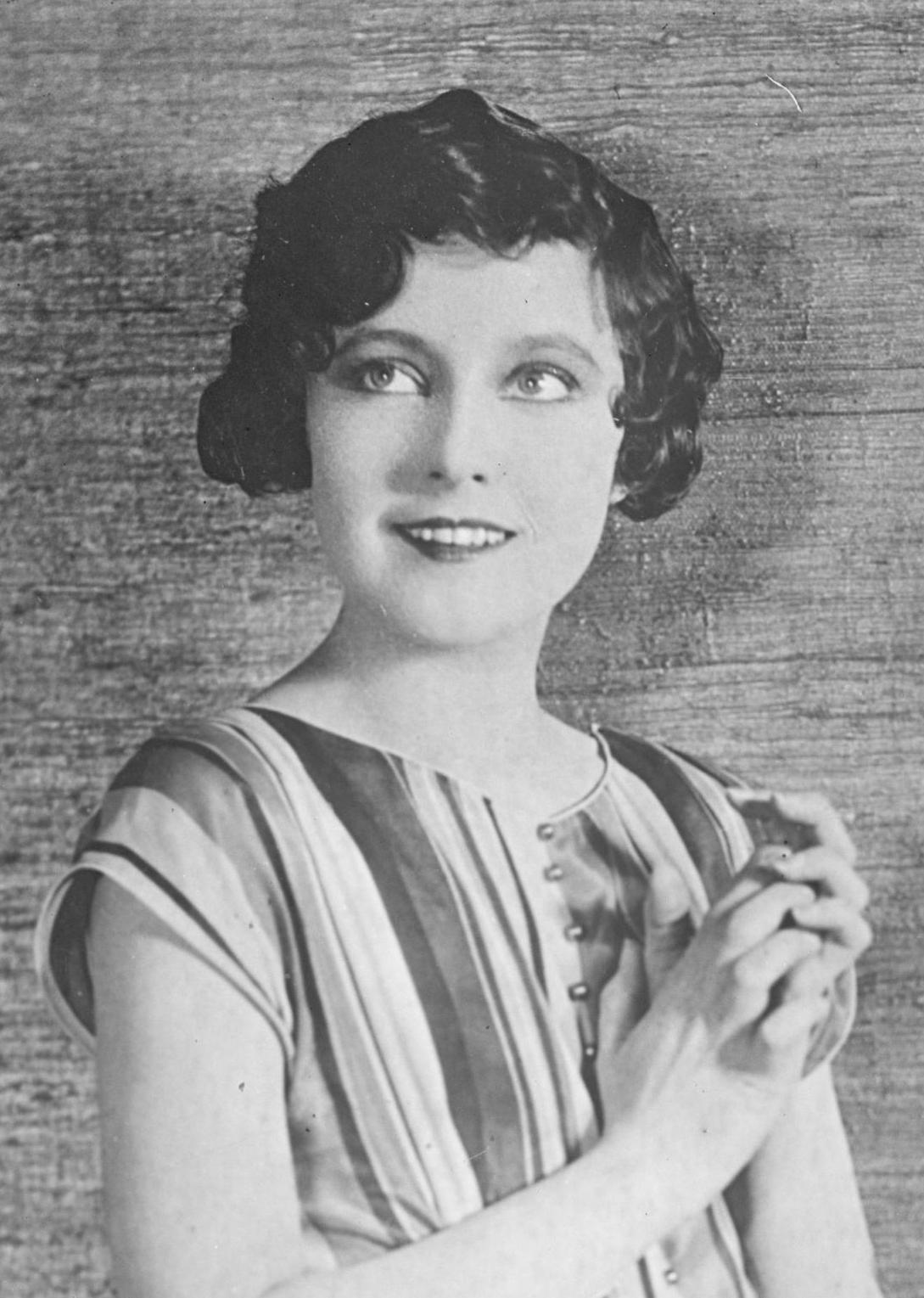

베티 브론슨(Betty Bronson, 1906년 11월 17일 ~ 1971년 10월 19일)는 미국의 배우, 텔레비전 배우, 영화배우이다.
트렌턴에서 태어났으며 패서디나에서 사망하였다. 포리스트 론 메모리얼 파크에 매장되었다.

## 영화
- 네이키드 키스 (1964년)
- 후즈 갓 더 액션? (1962년) - 미시즈 보트라이트 역
- 포켓에 가득찬 행복 (1961년)
- 나의 세 아들 (1960년)
- 러버 컴 백 (1931년)
- 더 락키드 도어 (1929년)
- 싱잉 풀 (1928년)
- 벤허 (1925년)
- 피터 팬 (1924년)